# Aiace Parolin
Ajace Parolin (Cagliari, 28 marzo 1920 – Roma, 19 novembre 2016) è stato un direttore della fotografia italiano.

## Biografia
Appare tra gli operatori alla macchina da presa nel film Il vigile (1960) con Alberto Sordi.
Il primo contratto da direttore della fotografia arriva con il film Giorno per giorno disperatamente (1961), di Alfredo Giannetti, si afferma illuminando tutti i film di Pietro Germi, da Sedotta e abbandonata (1964) all'ultimo Alfredo, Alfredo (1972).
Negli stessi anni ha fotografato anche Spara forte, più forte... non capisco! (1966) di Eduardo De Filippo e Discutiamo, discutiamo di Marco Bellocchio, episodio inserito in Amore e rabbia (1969), nonché gli unici due lungometraggi firmati da Corrado Farina, Hanno cambiato faccia (1971) e Baba Yaga (1973), tratto dai fumetti di Guido Crepax. 
Uno dei suoi film migliori è probabilmente Keoma (1976), un cult del genere spaghetti-western diretto da Enzo G. Castellari e una delle pellicole preferite del regista Quentin Tarantino. 
Tra i suoi ultimi lavori figura Io sto con gli ippopotami (1979), di Italo Zingarelli: si ritira con il televisivo Requiem per voce e pianoforte (1993) di Tomaso Sherman.

## Filmografia
- Giorno per giorno disperatamente, regia di Alfredo Giannetti (1961)
- Le più belle truffe del mondo, regia di Ugo Gregoretti (1963)
- Sedotta e abbandonata, regia di Pietro Germi (1964)
- Le sette vipere, regia di Renato Polselli (1964)
- Il momento della verità, regia di Francesco Rosi (1964)
- Le belle famiglie, regia di Ugo Gregoretti (1965)
- Il nero, regia di Giovanni Vento (1965)
- Lo sceriffo che non spara, regia di Renato Polselli (1965)
- Spara forte, più forte... non capisco!, regia di Eduardo De Filippo (1966)
- Signore & signori, regia di Pietro Germi (1966)
- L'immorale, regia di Pietro Germi (1966)
- Seduto alla sua destra, regia di Valerio Zurlini (1967)
- Bersaglio mobile, regia di Sergio Corbucci (1967)
- Amore e rabbia, regia di Marco Bellocchio (1968)
- Serafino, regia di Pietro Germi (1968)
- Un minuto per pregare, un istante per morire, regia di Franco Giraldi (1968)
- Infanzia, vocazione e prime esperienze di Giacomo Casanova, veneziano, regia di Luigi Comencini (1969)
- Le castagne sono buone, regia di Pietro Germi (1970)
- Basta guardarla, regia di Luciano Salce (1971)
- Hanno cambiato faccia, regia di Corrado Farina (1970)
- Alfredo, Alfredo, regia di Pietro Germi (1972)
- Afyon - Oppio, regia di Ferdinando Baldi (1972)
- Una vita lunga un giorno, regia di Fedinando Baldi (1973)
- Baba Yaga, regia di Corrado Farina (1973)
- Carambola, regia di Ferinando Baldi (1974)
- Simona, regia di Patrick Longchamps (1974)
- La testa del serpente, regia di José Gutiérrez Maesso (1975)
- Carambola, filotto... tutti in buca, regia di Ferdinando Baldi (1975)
- I ragazzi della Roma violenta, regia di Renato Savino (1976)
- Keoma, regia di Enzo G. Castellari (1976)
- Gli esecutori, regia di Maurizio Lucidi (1976)
- L'inquilina del piano di sopra, regia di Ferdinando Baldi (1977)
- Il marito in collegio, regia di Maurizio Lucidi (1977)
- Scherzi da prete, regia di Pier Francesco Pingitore (1978)
- Io sto con gli ippopotami, regia di Italo Zingarelli (1979)
- Un cambiamento d'aria, regia di Gian Pietro Calasso (1988)
- Una donna spezzata, regia di Marco Leto - miniserie TV (1989)
- Requiem per voce e pianoforte, regia di Tomaso Sherman (1993)